# كلاوديو كورتي
كلاوديو كورتي (بالإيطالية: Claudio Corti)‏ مواليد 1 مارس 1955 في بيرغامو، هو دراج إيطالي سابق في صنف سباق الدراجات على الطريق.

## سجل النتائج

### المراكز
- حقق المركز الـ 5 في طواف إيطاليا 1986

## روابط خارجية
- كلاوديو كورتي على موقع أرشيف الدراجات (الإنجليزية)
- كلاوديو كورتي على موقع إحصائيات الدراجات الإحترافية (الإنجليزية)